# Dylan Kingwell
Dylan Kingwell (* 6. Juli 2004 in Vancouver, Kanada) ist ein kanadischer Schauspieler und ehemaliger Kinderdarsteller.

## Leben
Kingwell begann seine Karriere als Schauspieler im Jahr 2011, als er in dem Fernsehfilm To the Mat mitwirkte. Es folgten einige Nebenrollen in Film und Fernsehen, bis er 2015 in der US-amerikanischen Mystery-Serie The Returned eine Hauptrolle erhielt. Einem breiteren Publikum wurde er ab 2017 bekannt, als er in der Serie The Good Doctor mit Freddie Highmore in der fünften Episode den jungen Bruder Steve Murphy spielte und in der Netflix-Serie Eine Reihe betrüblicher Ereignisse in einer Hauptrolle die Drillinge Duncan und Quigley Quagmire darstellte.

## Filmografie (Auswahl)
- 2011: To the Mat (Fernsehfilm)
- 2013: Die Karte meiner Träume (The Young and Prodigious T.S. Spivet)
- 2013: The Tomorrow People (Fernsehserie, Episode 1x02)
- 2014: Big Eyes
- 2015: The Returned (Fernsehserie, 10 Episoden)
- 2015: Ice Sculpture Christmas (Fernsehfilm)
- 2015: The Christmas Note (Fernsehfilm)
- 2015: Supernatural (Fernsehserie, Episode 11x08)
- 2015: Wish Upon a Christmas (Fernsehfilm)
- 2016: The Wilding (Fernsehfilm)
- 2017: Manny Dearest (Fernsehfilm)
- 2017: Campfire Kiss (Fernsehfilm)
- 2017: Escape from Mr. Lemoncello’s Library (Fernsehfilm)
- 2017, 2019–2020, 2022: The Good Doctor (Fernsehserie, 8 Episoden)
- 2017–2019: Eine Reihe betrüblicher Ereignisse (A Series of Unfortunate Events, Fernsehserie, 13 Episoden)
- 2020: The 100 (Fernsehserie, 5 Episoden)